# 김수로·김민종의 마이퀸
김수로, 김민종의 마이퀸은 여행 프로그램의 형식을 빌어 세계 각지에서 활약 중인 한국 여성들을 소개하는 프로그램이다. 배우 김수로와 김민종이 케이블 채널 스토리온의 여행 프로그램 '마이퀸' MC를 맡았다. 두 MC가 세계 각국을 돌며 전문 영역에서 두각을 보이는 한국 여성들을 만나는 과정을 방송으로 보여준다. 프로그램에 등장하는 여성들은 '퀸'으로 불린다.
김수로와 김민종은 아무 단서도 없는 상황에서 매회 '퀸'의 초대장을 받고, 초대장에 나온 장소로 가 '퀸'을 만난다. '퀸'의 진솔한 이야기와 세계 각지의 이국적 풍광을 만날 수 있으며 "MC가 '퀸'을 따라잡기 위해 다양한 미션을 수행하면서 일어나는 소소한 재미도 전해 준다. '마이퀸'은 11월 28일부터 매주 수요일 밤 11시에 12부작으로 방송 되었다. (방송기간 2012.11.28. ~ 2013.02.13. 12부작)